# Capilla de la Cuadra de San Isidro
La Capilla de la Cuadra de San Isidro (denominada también Cuadra de San Isidro) es una pequeña capilla de advocación a San Isidro Labrador que según cuenta la tradición popular era la cuadra (Caballeriza) donde guardaba los bueyes de la labranza. La cuadra era mayorazgo propiedad de la familia Vargas (concretamente de Iván de Vargas), señores de Isidro. A comienzos del siglo XXI se encuentra en los bajos de una casa que data del siglo XIX (concretamente en el año 1859). La capilla se encuentra cerrada durante todo el año, con excepción del 15 de mayo que es posible visitar la capilla con motivo de la celebración de las fiestas de San Isidro Labrador. La Capilla ha sido declarada Bien de Interés Cultural en la categoría de Sitio Histórico por la Comunidad de Madrid.

## Historia
La tradición popular asigna al lugar donde se encuentra la capilla el sitio donde San Isidro guardaba sus animales. Lugar donde posiblemente durmiera en algunas ocasiones, como corresponde a la costumbre de los campesinos. De ser cierto, la capilla es posterior al siglo XII. La ermita surge del corral propiedad de los Vargas. 
La primera capilla data del siglo XVII por iniciativa de Juan Antonio López de Zárate (primer marqués de Villanueva) y Diego de Vargas. De esta capilla primigenia no quedan restos. La casa en la que se encuentra la capilla perteneció al Marqués de Villanueva de la Sagra (familia que tenía en dicha Iglesiael patronazgo de San Miguel de la Sagra en la plaza de la Armería). A pesar de sufrir el derribo la iglesia, el pueblo de Madrid recamó la existencia de la capilla-cuadra como lugar de culto.
En el año 1859 se construye en el interior del edificio del Marqués la capilla que puede visitarse a comienzos del siglo XXI. El año 2000 fue declarada Bien de Interés Cultural con denominación de Sitio Histórico de la Comunidad de Madrid.
La Real, Muy Ilustre y Primitiva Congregación de San Isidro de Naturales de Madrid gestiona en la actualidad la, también llamada, Capilla de los Vargas.

## Características
Se accede a la capilla por un portal que da a la calle denominada Pretil de Santisteban, no 3. La planta es rectangular, se cubre por una bóveda rebajada. El retablo interior es de estilo neoclásico. Se representan las imágenes de San Isidro con la yunta de bueyes junto con Santa María de la Cabeza, representada en su paso sobre el Jarama. La vidriera es obra de la casa Maumejean. El cuadro del milagro de las palomas del siglo XIX es del pintor Manuel Castellano. La capilla conserva también cuatro cuadros con escenas de la vida del Santo, todos ellos obra del mismo pintor.